# Westeregeln
Westeregeln is een plaats en voormalige gemeente in de Duitse deelstaat Saksen-Anhalt, en maakt deel uit van de Landkreis Salzlandkreis.
Westeregeln telt 2.063 inwoners.